# Überweisungsbetrug
Der Überweisungsbetrug ist eine Art des Betruges im Überweisungsverkehr, der wiederum ein Teil des so genannten unbaren Zahlungsverkehrs darstellt. Kontoeröffnungsbetrüge bei Kreditinstituten sind in der Regel Ausgangspunkt des Überweisungsbetruges, der zumeist mittels Unterschriftsfälschung begangen wird.
Überweisungsbetrug ist eine Form von Bankbetrug bzw. Zahlungsbetrug.

## Fälle des Überweisungsbetrugs
Im Rahmen der Polizeilichen Kriminalstatistik des Bundeskriminalamtes wird die Summe bekannt gewordener Fälle von Überweisungsbetrug zusammen mit dem Kontoeröffnungsbetrug bei den Vermögens- und Fälschungsdelikten unter der Schlüsselzahl „5183“ geführt.
Für das Jahr 2011 wurden 20.608 Fälle von Konto- und Überweisungsbetrug gemeldet.
| Jahr | Fälle  | Aufklärungsquote |
| ---- | ------ | ---------------- |
| 2003 | 11.508 |                  |
| 2004 | 11.694 |                  |
| 2005 | 11.130 |                  |
| 2006 | 13.297 |                  |
| 2007 | 18.116 |                  |
| 2008 | 16.039 |                  |
| 2009 | 20.915 | 69,2 %           |
| 2010 | 19.520 | 63,4 %           |
| 2011 | 20.608 | 58,6 %           |

Der überwiegende Anteil an Delikten in dieser Betrugssparte wird mit Überweisungen durchgeführt. 2011 waren dies 16.522 Fälle, 2010 15.877 Fälle. Die Aufklärungsquote ist in den letzten Jahren deutlich gesunken: Lag sie 2009 noch auf einem Niveau von 69,2 Prozent, sank sie 2010 auf 63,4 Prozent und liegt nun bei 58,6 Prozent.
Zuletzt veröffentlichte das BKA im Mai 2007 eine Summe für Gesamtschaden im Bereich des Konto- und Überweisungsbetruges: Er wurde auf 35.510.921 Euro im Jahr 2006 beziffert. Von den 13.297 bekannt gewordenen Fällen des Jahres zählten 2589 Fälle bei Einzelschäden im Bereich zwischen 500 und 2500 Euro.
Auffällig sind regionale Häufungen von Betrugswellen.
- Die am 10. März 2008 veröffentlichte Hessische Polizeiliche Kriminalstatistik für 2007 verzeichnet beim Kontoeröffnungs- und Überweisungsbetrug 1.554 Fälle (+ 27,6 Prozent zu 2006).
- Die Kriminalpolizei Düsseldorf registrierte gemäß einem Bericht der Neuen Ruhr Zeitung vom 2. März 2007 im Jahr 2006 484 Fälle von Kontoeröffnungs- und Überweisungsbetrug (plus 130 Prozent zu 2005).
- Im August 2006 mehrten sich Berichte über Betrugsfälle im Großraum Stuttgart.[3]
- In Berlin wurden in der Rubrik Kontoeröffnungs- und Überweisungsbetrug im Jahr 2006 insgesamt 3007 Fälle vermerkt. Gegenüber 2005 war ein erheblicher Anstieg von 899 Fällen zu verzeichnen, was einer Zunahme um 42,6 Prozent innerhalb eines Jahres entspricht. In dem gleichen Zeitraum war in Berlin die Aufklärungsquote dieser Delikte von 68,3 auf 78,0 Prozent gestiegen.
- Im Jahr 2003 wurden im Zuständigkeitsgebiet der Bezirksregierung Düsseldorf ein Anstieg der Fälle um über 500 Prozent zum Vorjahr verzeichnet. 2.712 der 11.508 der im gesamten Bundesgebiet registrierten Fälle entfielen damals auf den Raum Düsseldorf.

## Formen des Überweisungsbetrugs
Die Kontoverbindung der Geschädigten wird auf verschiedene Weise ermittelt. In Österreich und Deutschland machen seit 2005 Fälle Schlagzeilen, wonach Überweisungsträger aus den Sammelbriefkästen der Bankfilialen entwendet wurden. „Es kommt auch vor, dass die Kästen aufgebrochen oder aus den Wänden herausgestemmt werden“, so Polizeioberkommissar Jens-Oliver Heuer vom Landeskriminalamt Berlin. Die Polizei in Oberhausen veröffentlichte am 7. März 2008 einen Bericht, wonach drei Oberhausener die Kontodaten ihrer Opfer durch Teilnahmen an Internetversteigerungen u. a. über eBay in Erfahrung brachten.
Andere Betrugsmaschen:
- Täter schreiben die gewünschten Informationen einfach von Geschäftsbriefbögen ab. Vor diesem Angriffszenario warnte bereits der Focus 1995 in einem Bericht über Überweisungsbetrug unter dem Titel „Besser als Bankraub“.
- Am 14. August 2006 warnte das Bundesamt für Sicherheit in der Informationstechnik (BSI) vor E-Mails mit der Absenderangabe Germany Online Consult bzw. Consult-Online-AG. Der angebliche Versender von E-Mail-Werbung versprach die Überweisung eines Geldbetrags bis zu hundert Euro, sofern ihm ein unterschriebenes Formular mit Name, Adresse, Bankverbindung ausgefüllt und handschriftlich unterschrieben per Fax oder E-Mail zugeschickt wird.[5]
- Am 20. März 2008 veröffentlichte die Polizeiinspektion Rotenburg eine Warnung vor folgender Betrugsmasche: Opfer erhalten unerwartet ein Einschreiben mit Rückschein. Die Täter spekulieren darauf, dass die Opfer den Rückschein ausfüllen, um an den Inhalt des Einschreibens zu gelangen. Der Rückschein dient dem Täter zum Erhalt eines Faksimiles der Unterschrift des Opfers. Die Kontodaten des Opfers erhält der Täter beispielsweise durch Online-Auktionen wie eBay. Mit diesen Daten können Betrüger Überweisungsträger fälschen. Die Kriminalpolizei bittet die Bürger, Einschreiben mit Rückschein nicht ungeprüft entgegenzunehmen.

Auf betrügerisch erlangten Originalüberweisungen werden dann die Daten des Empfängers manipuliert oder auf frei zugängliche Blankoformulare die Daten eingetragen und die Unterschrift gefälscht. Als bezugsberechtigtes Konto wird nun das betrügerisch eröffnete Konto angegeben, von dem dann die Beträge schnellstmöglich weiterüberwiesen oder abgehoben werden.

## Opfer
Theoretisch kann jeder zum Opfer werden, aber oft werden als Opfer große Unternehmen wie Telefongesellschaften oder Stromlieferanten ausgewählt, in der Hoffnung, im Rahmen der großen Organisationen falle die Fälschung erst auf, wenn es zu spät ist. Seit 2004 wird aber auch darüber berichtet, dass Betrüger sich gezielt an Jobsuchende oder Rentner wenden, teilweise mit dem Ziel der Geldwäsche.
Schäden durch Überweisungsbetrug werden in der Regel von Kreditinstituten beglichen, das Opfer ist aber im Zweifel in der Beweispflicht, nicht leichtfertig gehandelt zu haben. Die Buchung kann nicht wie beim Lastschriftverfahren einfach rückgängig gemacht werden.

## Rechtliche Aspekte
Der Überweisungsbetrug ist eine kriminologische Bezeichnung und different zum Strafrecht. In Deutschland ist das Vergehen des Betrugs (§ 263 StGB), das Vergehen des Ausspähens von Daten (§ 202a StGB) und das Vergehen der Urkundenfälschung (§ 267 StGB) einschlägig.
Die Prüfung der Unterschrift auf Zahlungsbelegen stellt einen Teil der Sorgfaltspflicht der Bank im Geschäftsverkehr mit ihren Kunden dar. Aus diesem Grunde trägt die Bank das Fälschungsrisiko. Sie hat den Schaden zu tragen, den der Kunde durch Ausführung der gefälschten Überweisung erleidet (BGH Az.: XI ZR 325/00).
Analog zur verpflichtenden Prüfung von Papierbelegen im Zahlungsverkehr entschied das Amtsgericht Wiesloch, dass den Hauptteil des Fälschungsrisikos auch eines Überweisungsauftrages die Bank zu tragen habe (Az.: 4 C 57/08), sofern die Sorgfaltspflichten eines „durchschnittlichen PC-Benutzers“ eingehalten wurden (z. B. aktualisiertes Antivirenprogramm und aktive Firewall). Ein Kreditinstitut könne nicht das gesamte Risiko auf seine Kontoinhaber abwälzen, heißt es im betreffenden Gerichtsentscheid.
Das Oberlandesgericht Koblenz kommt in einem Urteil vom 26. November 2009 (AZ: 2 U 116/09) zum Schluss, dass die Bank das Risiko eines gefälschten Überweisungsauftrages zu tragen habe. Die Überweisung wurde mutmaßlich aus dem Briefkasten einer Bankfiliale herausgefischt und gefälscht. Das Landgericht Koblenz hatte die Klage der Bankkundin zuvor abgewiesen. Revision ließ das OLG nicht mehr zu.

## Schäden
Durch einen Überweisungsbetrug können enorme Schäden entstehen, die meist zu Lasten der Hausbank des Geschädigten gehen. Die Institute tragen das Risiko, sofern sie die Unterschrift nicht prüfen (BGH, Az. XI ZR 117/96 und BGH, Az. XI ZR 325/00). Das OLG Koblenz bestätigte diese Rechtsauffassung in einem Urteil vom 26. November 2009 (AZ: 2 U 116/09).
- In einem Bericht des Deutschen Depeschendienstes vom 21. September 2006 wird die Schadenssumme für 2005 auf rund 45 Millionen Euro beziffert.
- Die im Mai 2007 veröffentlichte Polizeiliche Kriminalstatistik 2006 beziffert die Schadenssumme der bekannt gewordenen Schäden im Bereich des Konto- und Überweisungsbetruges auf insgesamt 35.510.921 Euro. Von den 13.297 bekannt gewordenen Fällen 2006 lag ein Schwerpunkt der Einzelschäden im Bereich zwischen 500 und 2.500 Euro – 2.589 Fälle zählten zu dieser Gruppe.

Zum Vergleich Schadenssummen aus den Vereinigten Staaten: Im Rahmen einer Umfrage („Deposit Account Fraud Survey Report 2004“) der American Banker’s Association (ABA) wurde der Schaden durch Scheckbetrug dort im Jahre 2003 mit 677 Millionen US-Dollar beziffert. Die durchschnittliche Schadenshöhe betrug 1098 US-Dollar, insgesamt 616.469 Fälle wurden gemeldet.

## Ursachen
In Deutschland wurden 2003 rund 1,6 Milliarden beleghafte Überweisungen und Schecks ausgestellt. Für das einzelne Institut ist mit der Prüfung dieser Belege ein enormer Aufwand an Zeit und Kosten verbunden. 2003 hatte die Sparkassen-Finanzgruppe von diesen Belegen 54 Prozent zu bearbeiten. Mit 17 Prozent folgten jeweils TAI/DZ Bank und etb/Postbank. Jeweils 6 Prozent entfielen auf ZVG/WGZ-Bank und auf sonstige Institute.
Das MDR-Magazin Umschau berichtete am 26. August 2008, dass 95 von 100 Überweisungen ausgeführt wurden, obwohl sie nicht die Unterschrift eines Verfügungsberechtigten getragen haben. In einer Stellungnahme des Spitzenverbandes der deutschen Bankwirtschaft „Zentraler Kreditausschuss“ wird eingeräumt, dass „teilweise erst ab bestimmten Betragsgrenzen verdichtet geprüft wird, während unter dieser Grenze Stichproben genommen werden.“ Für die Banken ist die Kontrolle der Überweisungen unter anderem auch eine Kostenfrage. In der Stellungnahme heißt es weiter, dass im Massenzahlungsverkehr Überweisungen im Interesse der Kunden schnell und kostengünstig bearbeitet werden müssten.
Die Fernsehmagazine ZDF WISO sowie Plusminus haben über diese Praxis in diversen Reportagen 1997, 2001 und 2004 immer wieder berichtet. Recherchen des Wirtschaftsmagazins Profil (BR) ergaben, dass bei Beträgen unter 3.500 Euro Unterschriften offenbar nur noch selten auf Echtheit kontrolliert werden.
Die Täter können folglich häufig auf die Unachtsamkeit der Ausstellerbank spekulieren, wonach gefälschte Überweisungen im Rahmen des normalen Geschäftsbetriebes nicht entdeckt werden.

## Vorbeugung, Prävention
In Berlin sperrte im April 2007 die Berliner Sparkasse bei allen 150 Filialen ihrer Privatkunden-Center sämtliche außen liegenden Briefkästen „vorübergehend“. Die Bankkunden wurden aufgefordert, ihre Überweisungsträger während der Öffnungszeiten an den Schaltern abzugeben. Eine Sprecherin kündigte in einem Artikel der Berliner Morgenpost vom 12. April 2007 eine Umrüstung der Briefkästen an.
Neben dem physischen Zugangsschutz der Aufbewahrungsorte unterzeichneter Überweisungsträger (z. B. in Bankbriefkästen) sind verantwortungsvoll handelnde Bankkunden oder aufmerksame Bankmitarbeiter wichtige Faktoren bei der Betrugsprävention. Aber erst durch die volle Automatisierung der Unterschriftenprüfung können tatsächlich bei Bedarf alle Überweisungsbelege überprüft gefiltert werden. Erst dann kann die Aufmerksamkeit des Mitarbeiters im Kreditinstitut tatsächlich den verdächtigen Vorgängen gelten.
Die erste Version einer vollständig softwarebasierten Prüfung von Überweisungen kam 1994 bei der Credit Suisse zum Einsatz, basierend auf einer deutsch-schweizerischen Gemeinschaftsentwicklung der Firmen App Informatik Davos, IBM und Softpro. Mittlerweile wird dieses Prüfverfahren unter anderem auch in Australien, Brasilien, Großbritannien, Malaysia, Südafrika, Trinidad oder Zypern verwendet. Die Software basiert auf Erkenntnissen von Schriftsachverständigen. Bei Unterschriften auf Papier werden die statischen Bildmerkmale analysiert: dazu zählen Kreuzungen, Abzweigungen, Schleifen und Bogenformen. Diese Elemente werden gefiltert, kalkuliert und gewichtet. Beim Vergleich von Unterschriften wird ein Ähnlichkeitsgrad ermittelt. Liegt dieser innerhalb eines vordefinierten Toleranzrahmens, lassen sich die verglichenen Unterschriften folglich demselben Unterzeichner zuordnen.
Derzeit werden täglich weltweit über 30 Millionen Schecks und Überweisungen mit dieser Technik geprüft, ein Großteil davon in den Vereinigten Staaten, wo im Jahr nach Angaben der Bank of International Settlements rund 40 Milliarden Schecks ausgestellt werden.